# Povinná heterosexualita

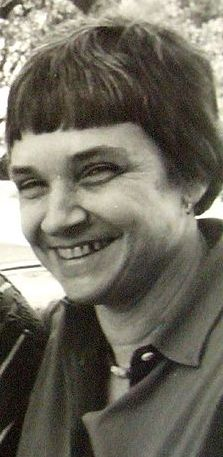
Hlavní popularizátorka termínu povinná heterosexualita Adrienne Rich.

Povinná heterosexualita (anglicky compulsory heterosexuality, zkráceně comphet) je teorie založená na tezi, že lidé jsou heterosexuální proto, že jsou k tomu tlačeni a donuceni patriarchální a heteronormativní společností. Termín zpopularizovala Adrienne Rich ve svojí eseji Compulsory Heterosexuality and Lesbian Existence (Povinná heterosexualita a lesbická existence) vydané v roce 1980, v níž se zaměřuje na ženskou sexualitu. Podle ní nejsou ženy vždy primárně heterosexuální, ale společnost se snaží vytvářet představu, že tomu tak je, především prostřednictvím médií a literatury. Tím, že je ženám odpírána jiná sexuální orientace, dochází ke zmenšování jejich role ve společnosti a zároveň k představě, že existuje pouze heterosexuální orientace.

## EsejCompulsory Heterosexuality and Lesbian Existence
Esej Compulsory Heterosexuality and Lesbian Existence je součástí literatury tzv. radikálního feminismu. Adrienne Rich v ní argumentuje, že heterosexualita je nástrojem patriarchální společnosti, jehož prostřednictvím odchází k opresi a umenšování významu žen. Představa, že všechny romantické vztahy mohou vznikat pouze mezi ženou a mužem, je podle Rich neplatná. Podle ní je heterosexualita politickou institucí, která umožňuje mít mužům přístup k fyzickému, ekonomickému a emocionálnímu kapitálu žen. Zároveň přemýšlí nad tím, jak společnost vnímá vztahy mezi ženami, nejen romantické a sexuální, ale i přátelské. Ke svým argumentům využila myšlenky Kathleen Gough o osmi charakteristikách „mužské moci v archaických a dnešních společnostech“, které rozšířila o příklady:
1. odmítání a neuznávání ženské sexuality – pásy cudnosti, hysterektomie
2. vnucování mužské sexuality ženám – mužský sexuální drive je ten jediný, který by společnost měla akceptovat, romantizace heterosexuálních svazků v literatuře a médiích
3. zneužívání ženské práce – kontrola nad antikoncepcí, potraty, představa, že žena musí zůstávat s dítětem na mateřské
4. kontrola nad reprodukcí – nucená sterilizace
5. fyzické omezování žen – využívání módy k fyzické opresi žen
6. využívání žen jako předmětů mužského obchodu – tzv. pasáctví
7. odpírání ženské kreativity – myšlenky a díla mužů jsou ve společnosti více ceněny než ty ženské
8. odpírání vzdělání a kulturního vyžití ženám – představa, že existují vyhrazené mužské a ženské profese

V roce 2004 Rich napsala esej Reflections on "Compulsory Heterosexuality", kde reagovala na kritiku původního díla. Popsala v ní, proč napsala svoji původní esej, a vymezila se vůči misinterpretaci svého díla.

## Heterosexualita v literatuře pro ženy
Feministické kritičky Sandra Gilbert a Susan Gubar v reakci na teorii dědičnosti literatury z knihy The Anxiety of Influence od Harold Blooma bojovaly za "zženštění" odkazu literatury. Podle nich jsou následovnice jejich odkazu "dcerami" původních autorů. „Ženské autorství“ jako takové je popisováno jako surové, čisté a vnímavé. Autorky většinou popisují své okolí tak, jak ho vnímají a neschovávají se před realitou. Pokud píší ženy o ženách, spatřujeme tři hlavní témata, na kterých jsou jejich díla vystavěna: 
- „povinnost“ si najít partnera opačného pohlaví, se kterým by partnerka strávila celý život
- kritické události v životě hrdinky
- starosti a strasti, které ji potkaly

I „ženské psaní“ je ovlivněno patriarchálním pojetím heterosexuálního vztahu, ale snaží se tomu vymykat a bořit tento stereotyp. 

### Ženské psaní v české literatuře
V české literatuře je několik autorek píšících tímto způsobem. Ideálními příklady jsou Eda Kriseová a Magdalena Platzová. Témata jejich děl se navzájem podobají (obě dvě píší o komplikacích v hledání partnera/ky) a díky jejich rodinnému vztahu (matka a dcera) lze hovořit o doslovné dědičnosti literatury. Navíc jsou příkladem historického vlivu na pohled na otázku heterosexuality a jiných orientací. 

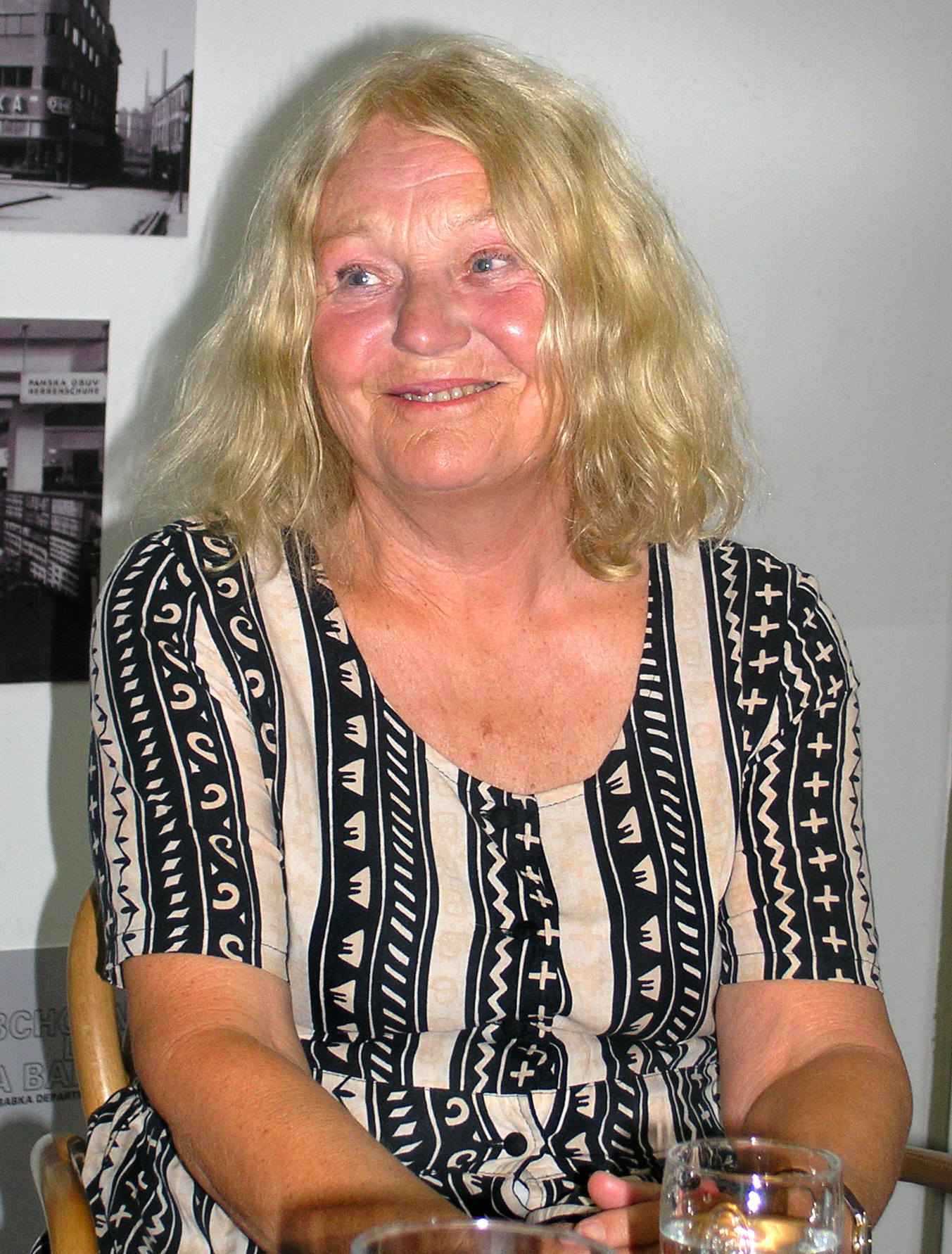
Eda Kriseová

#### Eda Kriseová
Její autorská díla lze rozdělit do tří linií. První linie se zaobírá lidmi vytěsněnými z většinového společenství. Do této linie se dá zařadit sbírka povídek Klíční kůstky netopýra. Autorka v nich řeší stereotyp heterosexuálního partnerství, které se stane známkou společenského statusu a ovlivňuje sociální žití. Dále v ní řeší problémy dvojího pohledu na mužské přirozené chování a to ženské (nevěra muže je v patriarchálních zemí něco přirozeného, zatímco u žen něco naprosto nepřípustného). V jedné povídce řeší normalizaci násilí na ženách jako znak lásky a nutnost, aby žena věděla, kam patří. Autorka v této sbírce narušuje heterosexuální rámec pomocí vzpomínky na dívčí léta a vztahem s kamarádkami, který byl v lecčem příjemnější než ten s muži. Druhá linie je čistě o partnerských a intimních vztazích a třetí se zaobírá jejími reportážemi z cest.
Napsala také knihu Encyklopedie mladé ženy, ve které mimo jiné zmiňuje, jak heterosexualita není „přirozená“, ale vyžaduje regulaci a pomoc jednotlivcům, kteří nedokáží jednat tak, jak by si heterosexuální společnost představovala.

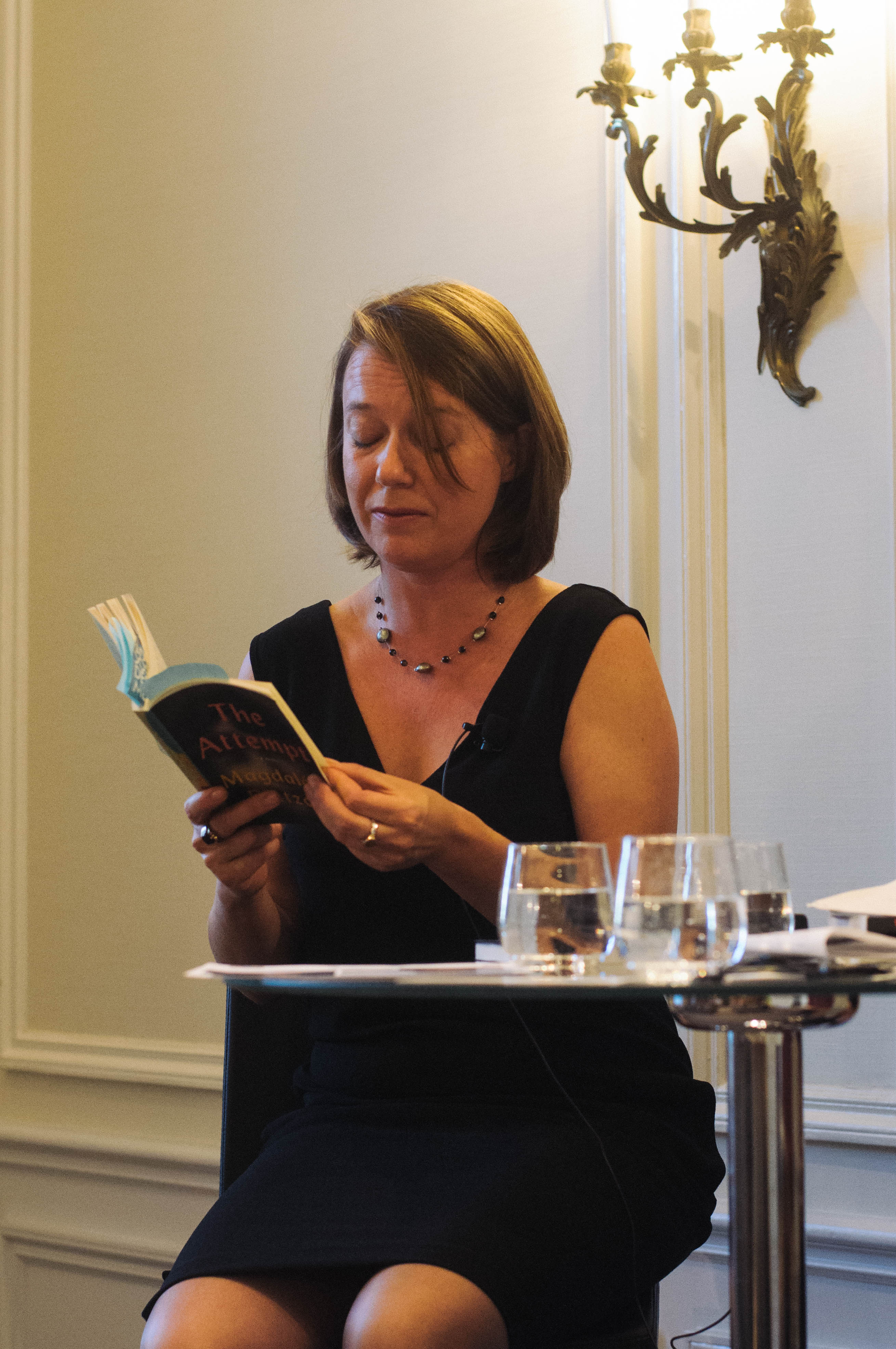
Magdalena Platzová

#### Magdaléna Platzová
Ve sbírce povídek Sůl, ovce a kamení popisuje rozpolcení mezi tím, co je společensky správné a očekávané a touhou, kterou člověk přirozeně cítí. Ženské postavy jsou zde v povídkách chápány spíše jako mužský majetek a okolní společnosti to tak přijde v pořádku. Žena by totiž měla ve svazku vystupovat jako naprosto tolerantní a přehlížet veškeré vady mužů. Být bez názoru a jen zdobit své muže. Ovšem ženská přirozenost je zde vnímána v emotivnosti, a proto muži musí ženy držet zkrátka a ovládat je. 
Heterosexuální rámec boří autorka až ve své druhé knize Návrat přítelkyně. Zde autorka popisuje čistě homosexuální vztah mezi dívkami a lze si povšimnout rozdílného vnímání ženského těla z pohledu muže a ženy. Zatímco muž se dívá na ženské tělo jako na oběť jeho sexuální touhy, žena je schopna ocenit sebemenší detail a vidí ženu, jako lidskou bytost s elegancí. Zároveň je v této knize rozebraná stabilita a síla vztahu heterosexuálního a homosexuálního, kdy ten heterosexuální vzniká velmi často jen z očekávání a ze vzorců, které vidíme ve společnosti, zatímco homosexuální mezi ženami je přirozenější a povětšinou i déle vydrží.

## Tribunál pro zločiny proti ženám
Adrienne Rich se ve své eseji také zmínila o Mezinárodním tribunálu proti zločinům na ženách (anglicky International Tribunal on Crimes against Women). Lidový tribunál se uskutečnil v březnu roku 1976 a byl pořádán feministickou spisovatelkou Dianou E. H. Russell a Nicole Van Den Ven. Zúčastnilo se ho přes 2000 žen z 40 různých zemí.
Stejně jako Adrienne Rich, došel tribunál k závěru, že na ženy je vyvíjený tlak, aby byly heterosexuální. Také došel k závěru, že jen malé množství heterosexuálních žen si uvědomují útlak, který zažívají. Zároveň si podle nich neuvědomují, že povinná heterosexualita je zločinem proti jejich osobní integritě. Svědectví k povinné heterosexualitě podaly ženy z osmi zemí, převážně západní Evropy. 
Průběh tribunálu byl později v roce 1976 sepsán Dianou E. H. Russell do knihy Crimes Against Women: Proceedings of the International Tribunal (Zločiny proti ženám: průběh mezinárodního tribunálu). 